# Adaina fuscahodias
Adaina fuscahodias là một loài bướm đêm trong họ Pterophoridae. Loài bướm đêm này được tìm thấy ở Mexico (Veracruz), Brazil và Costa Rica. Con trưởng thành có sải cánh dài 15–17 mm. Đầu màu trắng son nhạt. Râu màu trắng son nhạt. Ngực, ngực giữa và bụng màu trắng son nhạt. Con trưởng thành bay vào tháng trong năm. Ấu trùng ăn các loài thực vật Verbesina, Senecio brasiliensis và Vernonanthura mariana..